# Maroon 5
Maroon 5 és un grup de pop rock estatunidenc format a Califòrnia a la ciutat de Los Angeles, el 1994, compost per cinc membres: el cantant Adam Levine (18 de març de 1979); el tecladista Jesse Carmichael; el baixista Mickey Madden; el guitarrista principal, James Valentine (5 d'octubre de 1978); i el bateria Ryan Dusick. Tot i que el seu nom original fou Kara's Flowers, el 2001 i amb la incorporació d'un nou membre, la banda fou rebatejada amb el nom actual. Amb el seu àlbum debut Songs About Jane, publicat el juny de 2002, aconseguiren obtenir els discos d'or, platí i triple platí en diversos països del món. El seu segon àlbum anomenat 1.22.03.Acoustic, en el qual inclogueren cançons en directe de l'àlbum Songs About Jane, també va aconseguir el platí. El grup va guanyar el premi Grammy com a Millor artista revelació el 2005. A finals del mateix any, la banda va publicar el que seria el seu segon àlbum en viu titulat Live - Friday The 13th, que fou enregistrat en maig de 2005 a Santa Bàrbara, Califòrnia. El disc va sortir a la venda junt amb un DVD del concert i amb ell guanyaren el premi Grammy a la Millor Actuació Pop d'un Duo o Grup amb Vocal el 2006.
L'estil grunge de la veu del vocalista, Adam Levine, ha inspirat a molts cantants solistes amateurs, entre ells Ben Deignan, Marié Digby, Limahl, David Choi, Salvador Solo, Joseph Vincent, Joey Carlos, Josh, Pity, o Cristian Winston entre d'altres.

## Origen
A l'institut Brentwood High School de Los Angeles es van conèixer els integrants del grup. Brentwood High School va veure néixer el grup Kara's Flowers, una banda de garage/''grunge'' que fou presentada al local Whisky a go-go el 16 de setembre de 1994 (Adam Levine cantava amb una profunda veu l'estil grunge en aquells temps).
La banda va signar un contracte amb Reprise Records quan encara estudiaven a l'institut y van llençar el seu únic àlbum d'estudi The Fourth World a mitjans de 1997. Només tres dels quatre membres estaven a punt de graduar-se. Van gravar un vídeo per al primer senzill de l'àlbum anomenat Soap Disco, però aquest no tingué èxit en la cadena MTV.
Tot i ser teloners en gires d'altres bandes consolidades com Reel Big Fish o Goldfinger, l'àlbum va fracassar en sortir al mercat i el 1999 la banda es desvinculà de Reprise Records. Degut a la gran popularitat que va assolir més tard el grup Maroon 5, es van vendre més còpies del seu àlbum debut, The Fourth World, després del llançament de Songs About Jane que no pas durant els anys anteriors. Una vegada cancel·lat el contracte amb Reprise Records, els quatre joves van reprendre els seus estudis en diferents universitats dels Estats Units, on descobriren nous estils musicals i desenvoluparen un gust per la música pop, R&B, soul, i el gospel, experiències que van influir molt en l'estil i el so de Maroon 5. Els quatre membres originals de Kara's Flowers es mantingueren en contacte i començaren a tocar junts de nou el 2001. Jesse Carmichael va canviar la guitarra pel teclat. Així, doncs, va sorgir la necessitat d'un guitarrista addicional, i James Valentine, que pertanyia a la banda Square, se'ls va unir per a omplir aquell buit.

## Formació de Maroon 5
Quan Valentine s'uní a Kara's Flowers el 2001, la banda va adoptar el nom de Maroon, canviant-lo pocs meses després a Maroon 5 degut a un conflicte de nom. La banda actuà a Nova York i Los Angeles com a presentació. Adam Levine va reconèixer en el període intermedi la influència de nous estils a la banda en una entrevista a VH1:
"Durant el temps entre les negociacions del disc, vaig passar molt de temps a Nova York, a on vaig estar exposat a la cultura urbana i el hip-hop d'una forma que mai no havia experimentat a Los Angeles. Vaig tornar amb un gènere de música completament nou, el qual va tenir un profund impacte en la composició de les meves cançons”.
La banda va signar amb Octone Records, un segell discogràfic independent de Nova York, amb distribució per mitjà de BMG i Clive Davis' J Records.
Al setembre de 2006, el bateria de la banda Ryan Dusick decidí abandonar Maroon 5 per motius de salut, ja que tenia una malaltia als músculs dels braços; la seva sortida de la banda fou anunciada per ell mateix en la seva pàgina de Myspace i fou substituït per Matt Flynn el membre més nou de la banda, però el més vell, amb 37 anys.

### Songs About Jane
El grup va enregistrar Songs About Jane amb Rumbo Recorders a Los Angeles i van comptar amb Matt Wallace com a productor, qui també havia produït àlbums per a altres artistes com Train, Blues Traveler, Kyle Riabko i Third Eye Blind. Gran part del material de l'àlbum debut de Maroon 5 estava directament inspirat en les tumultuoses relaciones de Levine amb la seva ex-novia, Jane. "Nosaltres vam trencar quan la banda va entrar a l'estudi", va explicar Adam Levine. "Després d'una complicada llista de cançons, vam decidir que el nombre de l'àlbum seria Songs About Jane, perquè sentíem que podia ser una declaració honesta amb el títol ".
El primer senzill titulat "Harder to Breathe", començà lentament a pujar posicions a les llistes, cosa que ajudà a impulsar les vendes de l'àlbum. En març de 2004, l'àlbum arribà al Top 20 de la Billboard 200 i Harder to Breathe arribà al llistat del Billboard 100. L'àlbum es posicionà al número 6 de la llista Billboard a l'agost de 2004, 26 mesos després del seu llançament. Aquest fou el període més llarg entre el llançament i la seva aparició inicial al Top 10 des que els resultats del SoundScan foren inclosos en el Billboard 200 al 1991. Songs About Jane havia arribat eventualment al Top 10 en les llistes d'èxits dels àlbums d'Austràlia mentre Harder to Breathe assolí el Top 20 en les llistes d'èxits al Regne Unit i el Top 40 a Austràlia i Nova Zelanda. El segon senzill, "This love" el qual té un premi a la millor cançó internacional de l'any, també estigué al Top 10 dels Estats Units i Austràlia i al Top 3 de la llista d'èxits al Regne Unit.

### It Won't Be Soon Before Long
El març de 2007, la revista Billboard i altres medis similars, van afirmar que Maroon 5 estava llest per a llençar el seu segon àlbum. It Won't Be Soon Before Long (A&M/Octone Records) fou publicat mundialment el dia 22 de maig de 2007.
El primer senzill, "Makes Me Wonder", fou llençat per les emissores de ràdio el 27 de març de 2007.

### Hands All Over
És el tercer àlbum d'estudi del grup, que ha sigut produït per Robert Mutt Lange, qui ja treballà amb artistes com AC/DC, The Corrs i Shania Twain. El primer senzill d'aquest nou àlbum és "Misery"
Després per al seu quart senzill fa un duo amb Christina Aguilera, presentant el 21 de juliol de 2011 al programa The Voice, Moves Like Jagger, títol de la cançó, que fa referència a l'habilitat per ballar que té Mick Jagger líder de The Rolling Stones.

### Overexposed
El 9 de març de 2012, es va anunciar que Jesse Carmichael es prendria un temps indeterminat per tal de centrar-se més en els seus estudis de música i de "salut espiritual". La banda continuarà treballant en el seu quart àlbum d'estudi amb l'ajuda de PJ Morton.
El quart àlbum, titulat Overexposed fou llençat el 26 de juny de 2012. Levine digué: "Aquest àlbum és el nostre disc més pop i més divers".

## Membres de la banda
- Adam Levine - veu i guitarra (1994–present)
- James Valentine - guitarra, veu de fons (2001–present)
- Jesse Carmichael - teclat, guitarra, veu de fons (1994–present)
- Mickey Madden – baix (1994–present)
- Matt Flynn - bateria, percussió (2006–present)

### Ex membres
- Ryan Dusick - bateria, percussió (1994–2006)

### Àlbums d'estudi
- 2004: Songs About Jane
- 2007: It Won't Be Soon Before Long
- 2010: Hands All Over
- 2012: Overexposed
- 2014 V

### Àlbums de compilació
- 2007: The B-Side Collection
- 2008: Call And Response: The Remix Album

### Àlbums en directe
- 2004: 1.22.03 Acoustic
- 2005: Live – Friday the 13th
- 2008: Live from SoHo
- 2008: Live from Le Cabaret

## Premis i guardons

### 2004
- Billboard Music Award - Artista Digital de l'Any.[8]
- MTV Europe Music Award — Millor Artista Nou.
- MTV Video Music Award — Millor Artista Nou per "This Love”
- MTV Video Music Awards Llatinoamèrica — Millor Artista Nou, Internacional.
- New Music Weekly Award — AC40 Grup/Duo de l'Any.
- Teen Choice Award — Premi Millor Tema Rock per "This Love".
- Teen Choice Award — Premi Artista Revelació.
- World Music Award — Millor Artista Nou del Món.

### 2005
- Grammy Award — Grammy al millor nou artista
- NRJ Radio Awards — Artista Revelació & Millor Cançó Internacional per "This Love”

### 2006
- Grammy Award — Grammy por "Millor Actuació d'un Duo o Grup" per "This Love" (versió de Live - Friday The 13th).

### 2007
- Billboard Music Award — Àlbum Digital Top per "It Won't Be Soon Before Long".

### 2008
- Grammy Award — Grammy per "Millor Actuació d'un Duo o Grup" per "Makes Me Wonder".

### 2011
- American Music Awards — Banda favorita de l'any (Pop/rock).

### 2012
- People's Choice Awards - Banda Favorita